# Mount Treadwell
Mount Treadwell är ett berg i Antarktis. Det ligger i Västantarktis. Inget land gör anspråk på området. Toppen på Mount Treadwell är 820 meter över havet.
Terrängen runt Mount Treadwell är platt åt sydost, men åt nordväst är den kuperad. Trakten är obefolkad. Det finns inga samhällen i närheten.